# Zalkod
Zalkod ist eine ungarische Gemeinde im Kreis Sárospatak im Komitat Borsod-Abaúj-Zemplén.

## Geografische Lage
Zalkod liegt in Nordungarn, 50 Kilometer nordöstlich des Komitatssitzes Miskolc und 17 Kilometer südwestlich der Kreisstadt Sárospatak am rechten Ufer der Theiß. Nachbargemeinden sind Timár und Szabolcs, jenseits der Theiß gelegen sowie Kenézlő und Viss auf derselben Uferseite. Westlich der Gemeinde liegt das Sumpfgebiet Bodrogzug.

## Sehenswürdigkeiten
- Glockenturm der Reformierten Kirche
- Griechisch-katholische Kapelle Istenszülő születése
- Römisch-katholische Kirche Szent Mária Magdolna, erbaut 1757 (Barock), mit nebenstehendem hölzernem Glockenturm

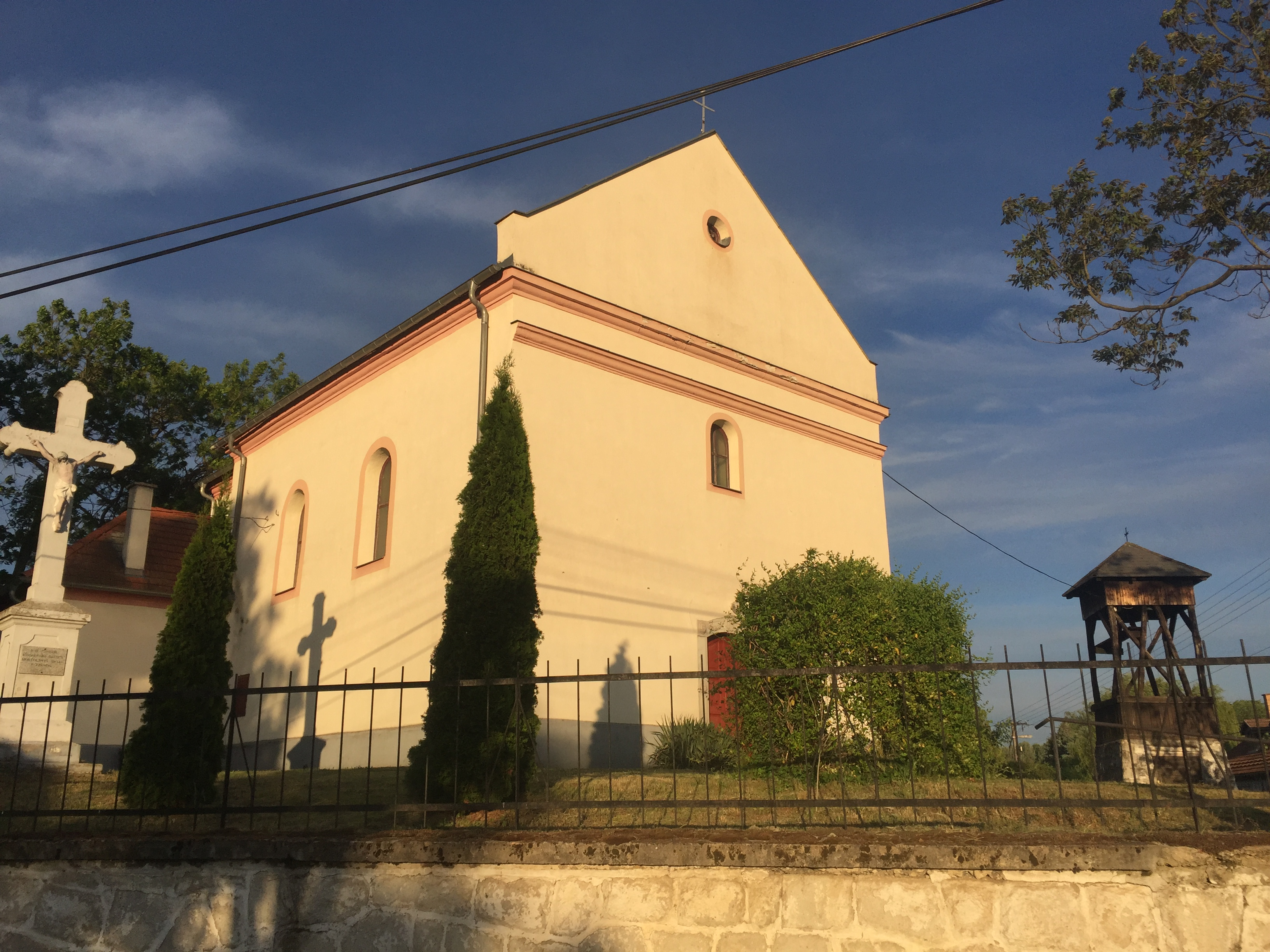
Römisch-katholische Kirche Szent Mária Magdolna

## Verkehr
Zalkod ist nur über die Nebenstraße Nr. 58161 zu erreichen. Es bestehen Busverbindungen nach Sárospatak, wo sich der nächstgelegene Bahnhof befindet.